# Rooi Mahamutsa
Rooi Mahamutsa (sinh ngày 26 tháng 10 năm 1981 ở Standerton, Mpumalanga) là một hậu vệ bóng đá người Nam Phi cho câu lạc bộ Premier Soccer League Orlando Pirates và South Africa.
Bàn thắng của Rooi Mahamutsa đã giúp cho Orlando Pirates vào đến chung kết CAF Champions League thứ hai trong 18 năm, pha đánh đầu đã giúp Pirates dẫn trước Esperance de Tunis của Tunisia trong trận đấu với kết thúc hòa, và Pirates đi tiếp nhờ luật bàn thắng sân khách.